# Guecellone VI da Camino
Guecellone VI da Camino (Farra di Soligo, 1243 – Treviso, 1272) è stato un nobile italiano.

## Biografia

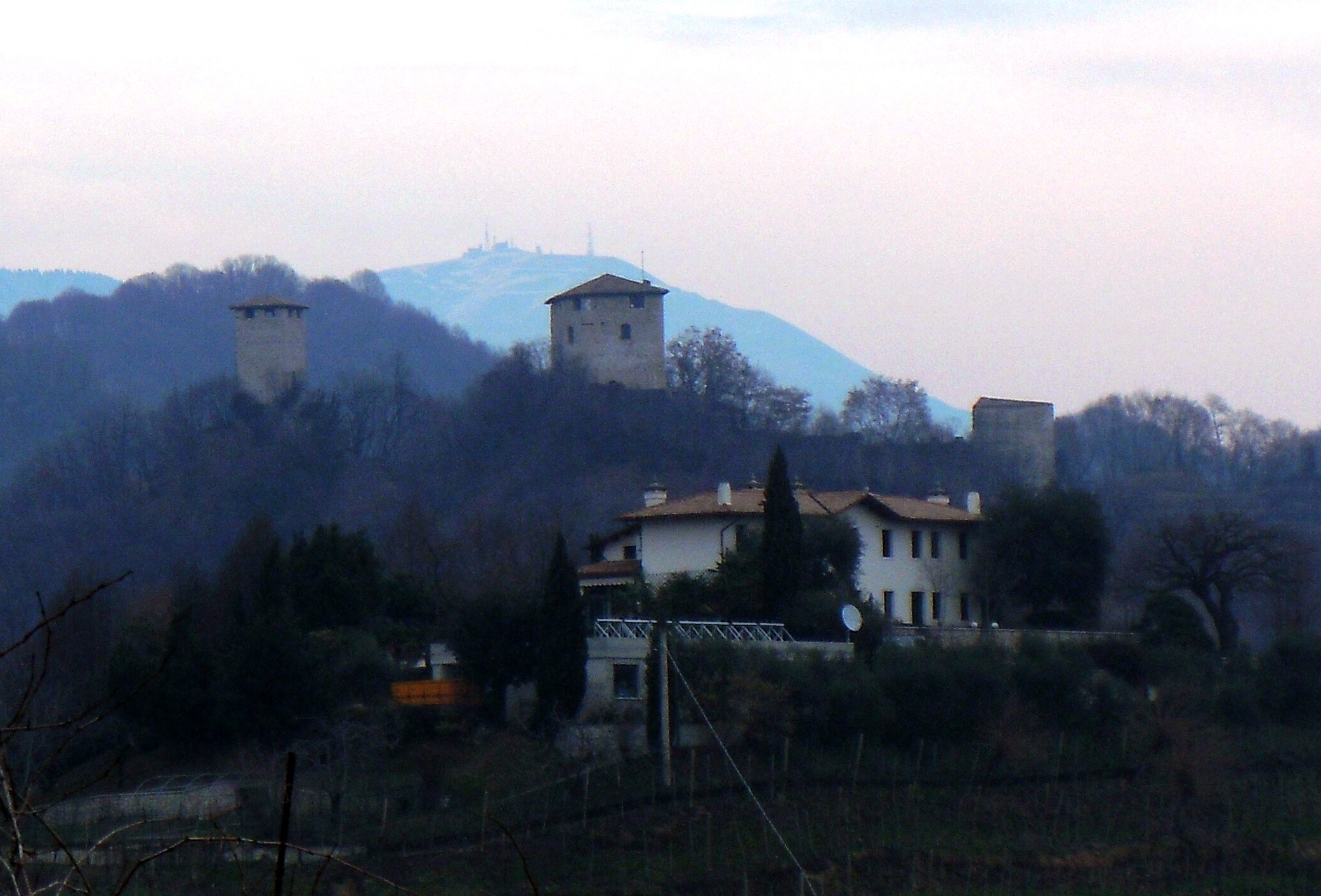
Le Torri di Credazzo (Farra di Soligo).

Figlio di Tolberto II da Camino, nacque nel 1243.
Il possesso del fortilizio dove ebbe i natali gli fu in seguito contestato dal comune di Treviso il quale all'epoca, su iniziativa di Ezzelino III da Romano, voleva espandere la propria influenza nella zona del quartier del Piave.
Poco propenso alla guerra, Guecellone alla fine riuscì a strappare un accordo che gli permise di mantenere il possesso del castello, mentre la rocca divenne un presidio trevigiano.
Morì a Treviso nel 1272 e 13 anni dopo la vedova, Beatrice Bonaparte, riuscì a recuperare alcuni feudi sottratti dal Comune, e riscattò dal comune di Conegliano la contea di Castelnuovo a favore del figlio Tolberto.

## Discendenza
A Guecellone vengono attribuiti sei figli:
- Tolberto III;
- Biaquino VI;
- Mabilia;
- Gabriele;
- Agnese, che sposò Tiso VIII da Camposampiero;
- Aica.